# Micro Machines

Micro Machines (pełna nazwa Micro Machines: The Original Scale Miniatures) – marka zabawek produkowanych przez Galoob (obecnie część Hasbro) w latach 80. i 90. XX wieku. 
Zabawki te to miniaturowe modele samochodów oraz makiety obiektów drogowych tworzone w skali zbliżonej do N.